# Le Baiser de la mort (photographie)
Pour les articles homonymes, voir Baiser de la mort.
Le Baiser de la mort (en italien : Il Bacio della Morte), également connu sous le nom de Le Dernier Baiser (en italien : L’Ultimo Bacio), est une photographie en noir et blanc d’un auteur inconnu, prise le 12 mai 1957. Elle représente le moment où Linda Christian embrasse Alfonso de Portago lors d'un bref arrêt lors des Mille Miglia 1957 dans le nord de l’Italie. Portago meurt un peu plus tard lorsqu'un de ses pneus éclate, à 240 km/h, à Guidizzolo. Au fil des ans, cette photographie est devenue l'une des plus célèbres photographies de baisers et un symbole de l'audace et de la passion de la jeunesse.

## Contexte
Le 12 mai 1957, lors de la course des Mille Miglia en Italie, Linda Christian adresse un dernier baiser à Alfonso de Portago, immortalisé par un photographe.
Quelques heures plus tard, la Ferrari 335 S pilotée par de Portago quitte la route à grande vitesse près de Guidizzolo, provoquant un des accidents les plus dramatiques de l'histoire des Mille Miglia. Le crash coûte la vie à Portago et son copilote Edmund Nelson, ainsi qu'à neuf spectateurs, dont cinq enfants. Cet accident met fin à l'organisation de la course dans sa version originale.
La photographie, surnommée par la presse « Le Baiser de la mort », devient rapidement un symbole de la fragilité de la vie et du lien entre gloire, amour et mort. Elle est régulièrement reprise dans les médias et les documentaires consacrés à l'histoire des courses automobiles ou à la vie d'Alfonso de Portago,.

## Au cinéma
- 2023 : Dans son film, Ferrari, Michael Mann recrée la scène du baiser[3]